# Kraveagam
Kraveagam (Chlamydosaurus kingii) er en agam. Kraveagam har sine levesteder i den nordlige del af Australien og i den sydlige del af Ny Guinea. Arten er det eneste medlem af slægten Chlamydosaurus.
Kraveagam er kendt for sin store hudfold rundt om nakken. Hudfolden ligger normalt sammenfoldet, men når dyret bliver truet, hæves hudfolden samtidig med, at den viser sit åbne gule mund.